# Arena Nürnberger Versicherung
Arena Nürnberger Versicherung je multifunkční aréna v Norimberku, Německo. Hala může hostit zápasy v tenisu, ledním hokeji, házené a basketbalu a stejně tak se zde pořádají koncerty. Její kapacita je nejvýš 9 400 pro sportovní utkání a 11 000 na koncerty.

## Historie
Budova byla otevřena v roce 2001. Roku 2005 byla z doposavadního názvu Nuremberg Arena přejmenována na Arena Nürnberger Versicherung odrážející název jejího sponzora, místní pojišťovny. 7. listopadu 2009 zde získal David Haye titul mistra světa v boxu v těžké váze.
Aréna je domovským stadionem klubu Thomas Sabo Ice Tigers Nürnberg, který hraje Deutsche Eishockey Ligu, nejvyšší soutěž ledního hokeje v Německu. Dříve byla také domovskou arénou dnes již zaniklého basketbalového klubu Falke Nürnberg.
V roce 2001 se zde hrálo 14 zápasů hokejového mistrovství světa.

## Galerie

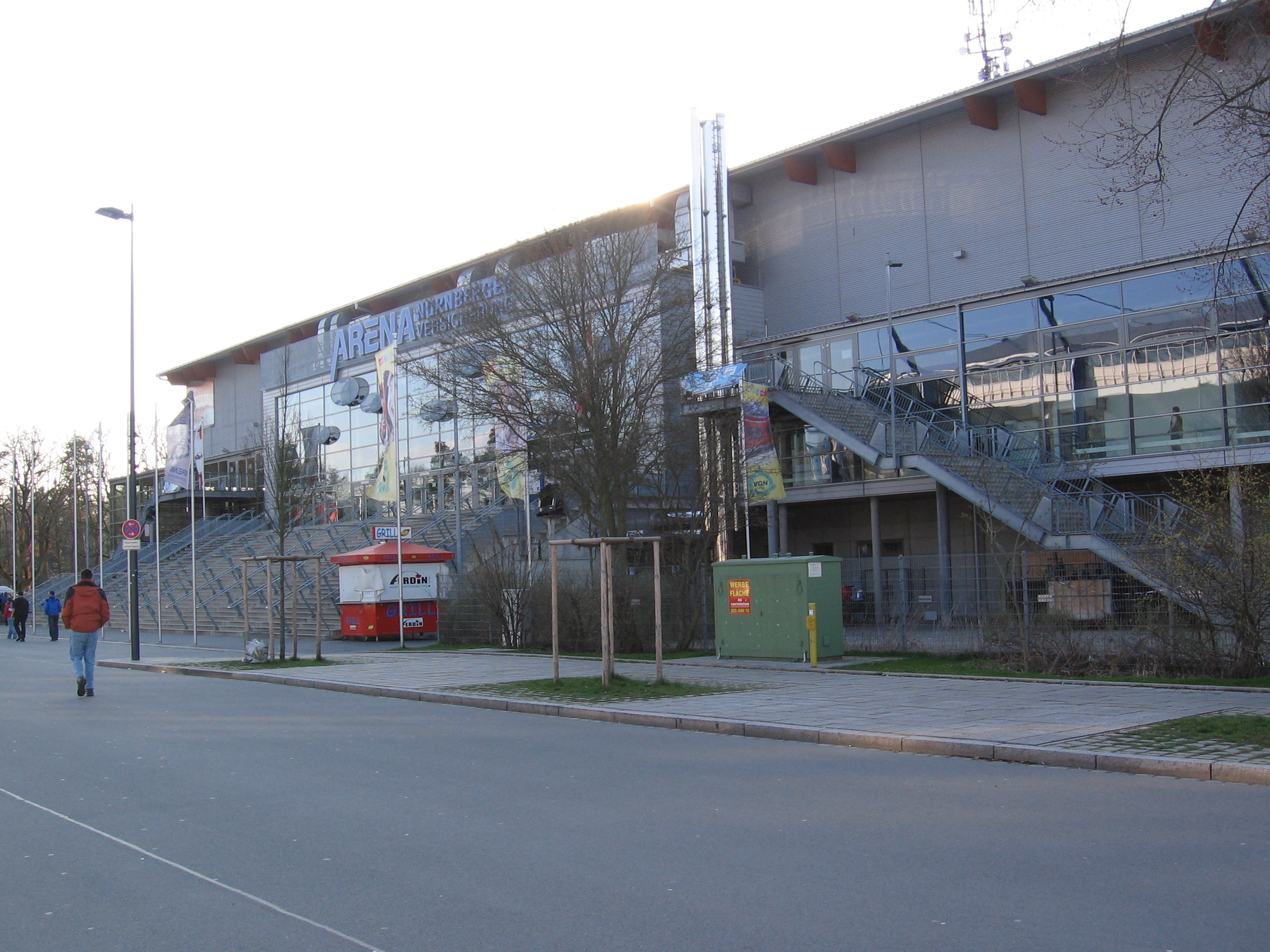
Aréna od východu
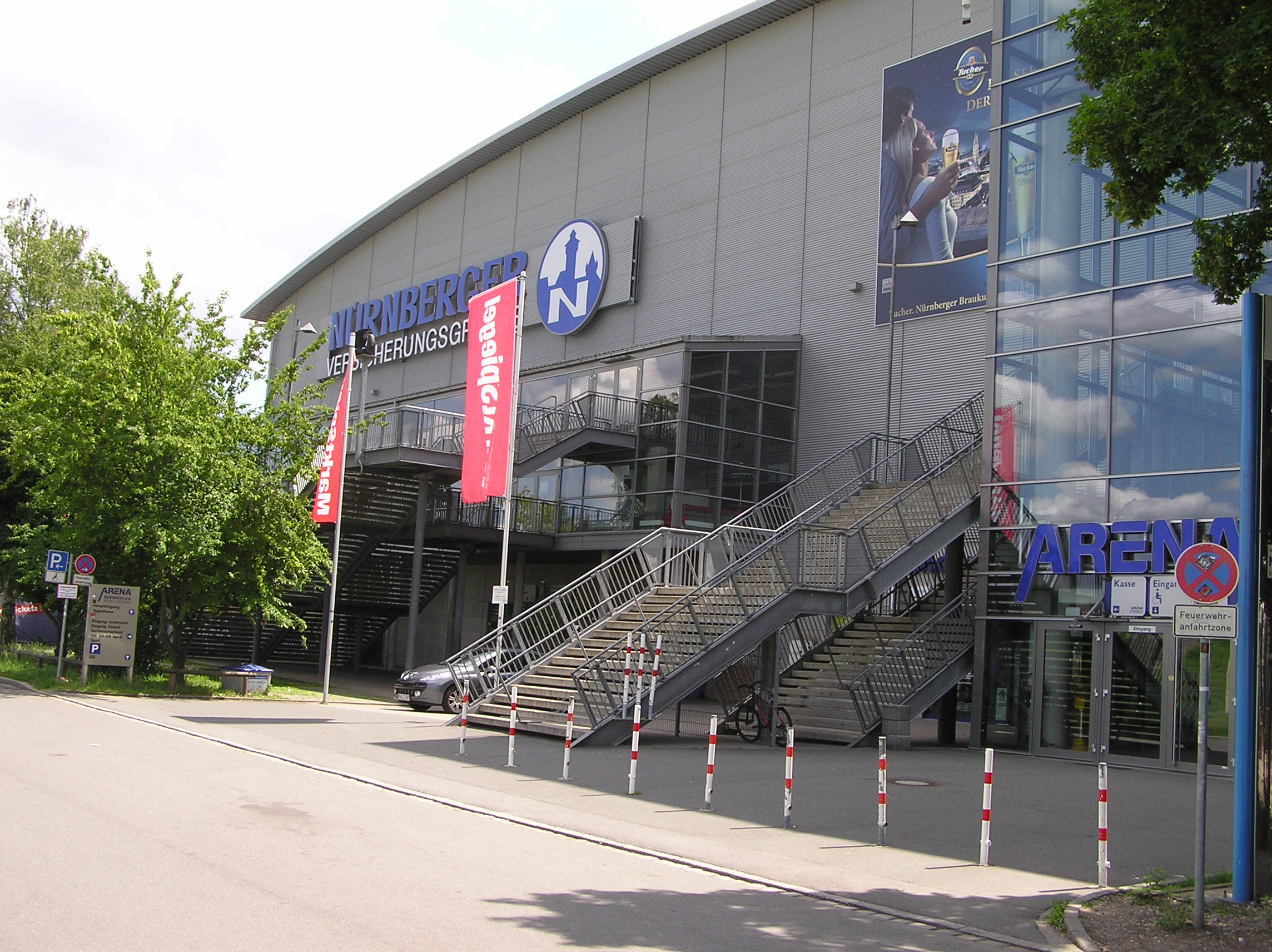
Vstup dovnitř
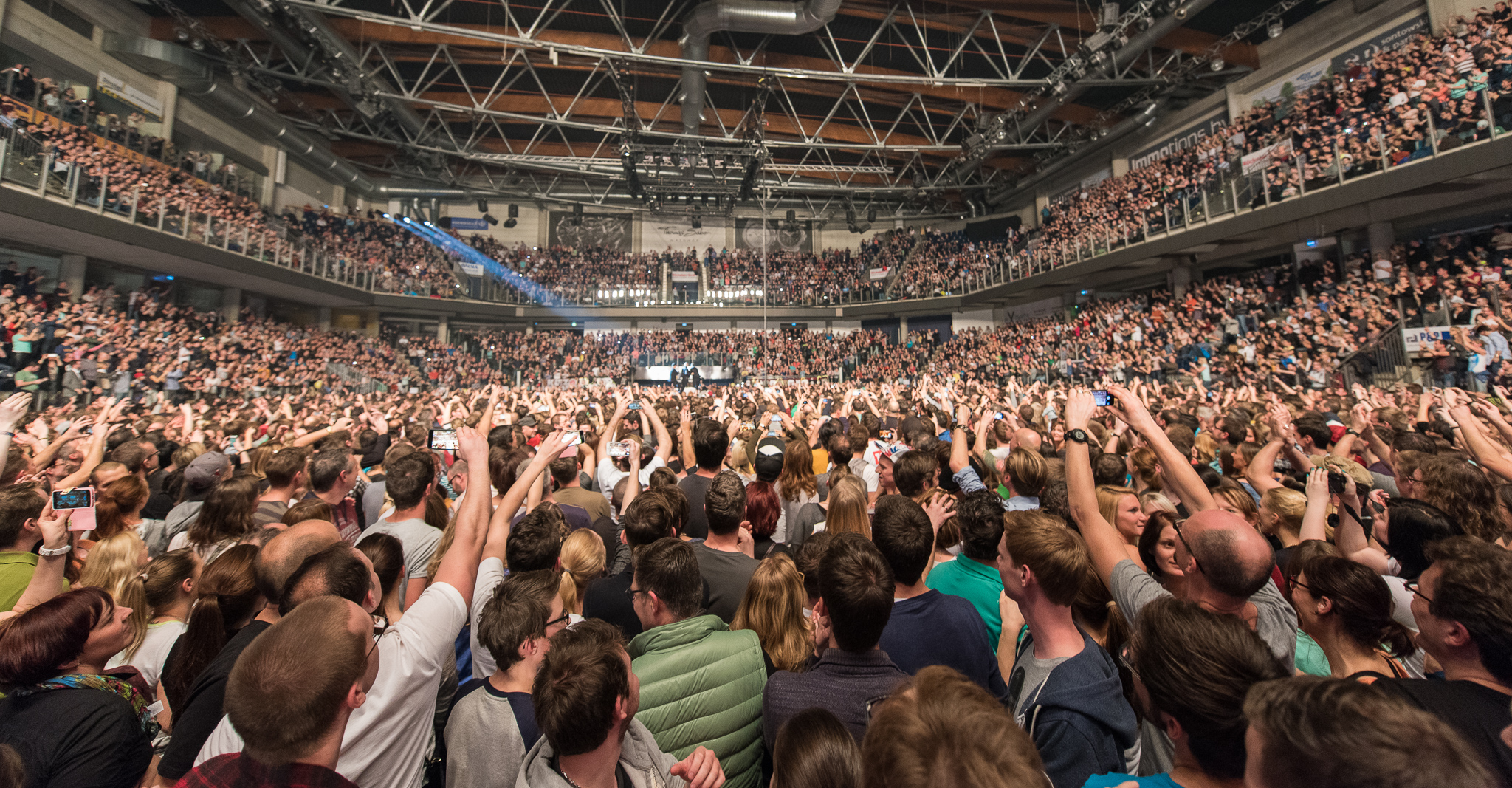
Koncert uvnitř haly